# Monique Hennagan
Monique Hennagan, född den 26 maj 1976 i Columbia, South Carolina, är en amerikansk friidrottare som tävlar i kortdistanslöpning.
Hennagan deltog vid inomhus-VM 1999 då hon ingick i det amerikanska stafettlag som blev bronsmedaljörer på 4 x 400 meter. Året efter deltog hon vid Olympiska sommarspelen 2000 i Sydney där hon tävlade på 400 meter men blev utslagen i försöken. Vid samma mästerskap ingick hon i det amerikanska stafettlag tillsammans med Jearl Miles-Clark, Marion Jones och LaTasha Colander som vann guld på 4 x 400 meter. Emellertid blev laget 2008 av med sina medaljer då Jones erkänt doping.
Hennagan deltog vid VM 2001 där hon blev utslagen i semifinalen på 400 meter. Vid inomhus-VM 2003 blev hon åter bronsmedaljör i stafetten över 4 x 400 meter. 
Vid Olympiska sommarspelen 2004 slutade hon fyra på 400 meter på tiden 49,97. Tillsammans med DeeDee Trotter, Monique Henderson och Sanya Richards vann hon guld på 4 x 400 meter 
Vid VM 2005 ingick hon i stafettlaget på 4 x 400 meter som emellertid växlade bort sig redan i försöken. 

## Personliga rekord
- 100 meter - 11,26
- 200 meter - 22,87
- 400 meter - 49,56